# 绣金匾
《绣金匾》是一首创作于抗日战争时期的革命歌曲，改编自甘肃庆阳民歌《绣荷包》，汪庭有编曲、填词，通过著名歌唱家郭兰英的演唱而在中国大陆家喻户晓。

## 创作背景
歌曲作者汪庭有1916年出生于陕西商南，家境贫寒，年少时四处流浪，做过乞丐、流浪汉，给地主做过长工和短工，1936年被国军拉去做壮丁，三天后伺机逃脱，来到陕甘宁边区新正县马栏区三乡（今咸阳市旬邑县马栏镇）定居，得到边区政府的安置，得到了土地，成为了一名木匠。他自幼喜爱民歌和秧歌，虽然不识字，但有一定音乐天赋。为了表达边区人民对中国共产党、八路军和毛泽东主席的热爱和感激之情，他克服了不识字的困难，在民歌《绣荷包》的基础上创作了一首新歌。由于荷包多是青年男女的定情信物，用来献给党、政府和人民军队不太合适，便将歌名定为《十绣金匾》。

## 歌曲内容
最初版《十绣金匾》共分十段，分别为正月新年至寒冬时节，包括歌颂毛主席、边区政府和八路军组织人民群众积极生产，敌后抗战，发展当地卫生和教育事业，优待难民等内容，展现了边区人民在党的领导下翻身过上好日子的欣欣向荣景象。歌曲调式简单，歌词通俗易懂，很快在陕甘宁边区传唱开来。在习仲勋（时任中共绥德地委书记兼绥米警备区和独立第一旅政委）的引荐下，1944年，汪庭有出席了在延安召开的陕甘宁边区文教英雄大会，在会上以“珍珠倒卷帘调”演唱了自己的歌，得到与会者一致赞扬，并获得“甲等艺术英雄”荣誉称号，著名诗人艾青为此在《解放日报》上发表了题为《汪庭有和他的歌》的文章。抗战胜利后，在专业文艺工作者的指点下，“十绣”被精简成了“三绣”，分别是“一绣毛主席”、“二绣总司令”和“三绣解放军”。
1976年，周恩来（中共中央副主席、国务院总理、全国政协主席）、朱德（中共中央政治局常委、全国人大常委会委员长、十大元帅之首）、毛泽东（中共中央主席、中共中央军委主席、全国政协名誉主席）三位领导人相继去世。在1976年10月解放军驻京部队文工团庆祝粉碎“四人帮”文艺演出和1977年1月纪念周恩来逝世一周年文艺演出上，郭兰英演唱了改编后的《绣金匾》，第四段的歌词改为“三绣周总理”，表达对三位领导人的哀悼和怀念。1980年，中共十一届五中全会决定为刘少奇（生前曾任中共中央副主席、国家主席）平反、恢复名誉。郭兰英为此在“三绣周总理”之后加入了“四绣刘少奇”一段，表达对刘少奇的哀悼和怀念。